# Tarenna campaniflora
Tarenna campaniflora là một loài thực vật có hoa trong họ Thiến thảo. Loài này được (Hook.f.) N.P.Balakr. miêu tả khoa học đầu tiên năm 1980.